# Station Ruswarp
Ruswarp is een spoorwegstation van National Rail in Ruswarp, Scarborough in Engeland. Het station is eigendom van Network Rail en wordt beheerd door Northern Rail. 